# 四島由紀夫
四島 由紀夫（しじま ゆきお）は、日本の漫画家。男性。主に成人向け漫画で活動。

## 来歴
1998年頃より商業誌での活動を開始。2000年頃から主にティーアイネットの成人向け漫画雑誌『COMIC MUJIN』にて作品を発表している。
商業誌での活動と平行して、同人サークル「妓楼亭」（ぎろうてい）での同人活動も行っている。

## 作品リスト

### 単行本
成人向け作品
1. 『女衒』 1999年5月発売、オークラ出版〈EXコミックス〉、ISBN 4-7567-0740-8
2. 『愛染』 2000年5月19日発売[2]、ティーアイネット〈MUJIN COMICS〉、ISBN 4-88774-016-6
3. 『垂涎』 2001年3月2日発売[3]、ティーアイネット〈MUJIN COMICS〉、ISBN 4-88774-034-4
4. 『巣窟』 2002年3月1日発売[4]、ティーアイネット〈MUJIN COMICS〉、ISBN 4-88774-060-3
5. 『拘絆』 2003年7月4日発売[5]、ティーアイネット〈MUJIN COMICS〉、ISBN 4-88774-095-6
6. 『女衒』 2003年11月初版発行（2003年10月24日発売）、ジェーシー出版〈ジェーシーコミックス〉、ISBN 4-901858-22-X
7. 『煽情』 2004年6月4日発売[6]、ティーアイネット〈MUJIN COMICS〉、ISBN 4-88774-117-0
8. 『籠』 2005年11月4日発売[7]、ティーアイネット〈MUJIN COMICS〉、ISBN 4-88774-167-7
9. 『乳性牝』 2008年1月4日発売[8]、ティーアイネット〈MUJIN COMICS〉、ISBN 978-4-8877-4250-5
10. 『三魅一体』 2009年8月7日発売[9]、ティーアイネット〈MUJIN COMICS〉、ISBN 978-4-8877-4316-8
11. 『淫腔』 2011年4月30日発売[10]、ティーアイネット〈MUJIN COMICS〉、ISBN 978-4-8877-4390-8
12. 『膣内小宇宙』 2012年11月9日発売[11]、ティーアイネット〈MUJIN COMICS〉、ISBN 978-4-8877-4454-7

### 同人誌
成人向け作品
- 妓楼亭 3巻 2000年12月30日発行 （妓楼亭）
- 妓楼亭 『ろ』の巻 2000年12月30日発行 （妓楼亭）
- 妓楼亭 『に』 2002年8月11日発行 （妓楼亭）
- 妓楼亭 『ほ』の巻 2002年12月30日発行 （妓楼亭）
- 妓楼亭'02改 2003年8月17日発行 （妓楼亭）
- 妓楼亭 『へ』の巻 2003年8月17日発行 （妓楼亭）
- 妓楼亭 『と』の巻 2003年12月30日発行 （妓楼亭）
- 妓楼亭 『ち』の巻 2004年8月15日発行 （妓楼亭）
- 妓楼亭 『り』の巻 2004年12月30日発行 （妓楼亭）
- 妓楼亭 『ぬ』の巻 2005年8月14日発行 （妓楼亭）
- 妓楼亭 『る』の巻 2005年12月30日発行 （妓楼亭）
- 妓楼亭 『を』の巻 2006年12月31日発行 （妓楼亭）
- 妓楼亭 『を』巻 2007年8月19日発行 （妓楼亭）
- 妓楼亭 『わ』巻 2007年12月30日発行 （妓楼亭）
- 妓楼亭 『か』巻 2008年8月18日発行 （妓楼亭）